# عمارت خیابان صداقت
عمارت خیابان صداقت مربوط به اواخر دوره قاجار است و در محله منیریه تهران، خیابان هاشم معیری، خیابان صداقت، پلاک ۶۱ واقع شده و این اثر در تاریخ ۳۰ تیر ۱۳۸۴ با شمارهٔ ثبت ۱۲۲۱۶ به‌عنوان یکی از آثار ملی ایران به ثبت رسیده است.

## تخریب
با رای دیوان عدالت اداری این اثر دوران قاجار از ثبت سازمان میراث فرهنگی خارج و بلافاصله توسط مالک آن تخریب گردید. سازمان میراث فرهنگی با توجه به خارج شدن اجباری این بنا از آثار ملی از این سازمان سلب مسئولیت کرد. رئیس دیوان عدالت اداری در این موارد سازمان میراث فرهنگی را مقصر دانسته که ملک شخصی مردم را به ثبت می‌رساند.